# Parker Pen Company
La Parker Pen Company es una compañía de plumas y bolígrafos fundada en 1888 por George Safford Parker en Janesville, Wisconsin, EE. UU.

## Historia
Desde la década de 1920 hasta la de 1960, cuando la pluma estilográfica fue desplazada por los bolígrafos, Parker estuvo en los primeros puestos de venta mundial de instrumentos de escritura. Complementariamente, a fin de resolver el problema que se producía con el lento secado de la tinta una vez depositada sobre el papel, desarrolló una tinta de rápido secado y mucho más brillante a la cual llamó "Superchrome" que estaba destinada al modelo más exitoso, el Parker 51, en cuya publicidad pregonaba: «Escribe al instante, seca en el acto». Sin embargo esta tinta no dio el resultado esperado, por su mayor densidad que ensuciaba las plumas, atascándolas, y por el elevado precio de venta, dejándola posteriormente de fabricar y continuando con su tradicional tinta Quink.
Durante muchos años, las fábricas estuvieron repartidas en países como Canadá, Reino Unido, Dinamarca, Francia, México o Argentina. Las plumas de Parker fueron elegidas para firmar importantes documentos a lo largo de la historia, como los armisticios de la II Guerra Mundial o los tratados de desarme nuclear entre EE. UU. y la URSS También han llegado a fabricar plumas estilográficas conmemorativas, de series limitadas e incluso con material proveniente del espacio o con plata proveniente del pecio de un barco español del siglo XVI.
El modelo "51" fue el más exitoso porque revolucionó estéticamente lo existente hasta entonces; ocultó la pluma, que era de oro de 14 quilates, sobresaliendo de esta solo la punta, reemplazó el cierre tradicional a rosca por el cierre a presión del capuchón, estilizó todo el cuerpo hasta darle una forma de bala, pero utilizando acrílicos lisos combinados con el capuchón totalmente en metal, enchapado en oro guiloché o de acero platil con un clip en forma de flecha dorada, muy estilizado que se convirtió en distintivo de la marca, lo cual le confería una gran elegancia y sobriedad al conjunto, en contraposición a las plumas descubiertas y las formas rococó y recargadas que se usaban hasta el momento.- El primer sistema de carga era el utilizado en su modelo "Vacumatic", consistente en un pistón oculto en el lado opuesto a la pluma, que llenaba por presiones sucesivas, que posteriormente reemplazó por el que denominó "Aerometric", más sencillo y eficaz, al cual se accedía desenroscando todo el cuerpo trasero lo que descubría una camisa de metal con una lengüeta de acero lateral que se oprimía varias veces. Utilizó en su campaña publicitaria el eslogan "la estilográfica más deseada", y en cierta manera era así, por cuanto Parker se cuidó de mantener un precio elevado de este modelo. La Parker 51 se convirtió en un obsequio muy apreciado por médicos y otros profesionales que lo recibieran, y la lucían con un cierto orgullo, combinando el concepto de instrumento de escritura con el de joya.
Parker Pen Co. también fue un pionero de la aviación. El interés de Parker Pen Co. por los aviones provino de Kenneth Parker, hijo del fundador, se alistó en el incipiente servicio aéreo y, después del entrenamiento de vuelo en la Base Aérea de Miami, Kenneth fue asignado a entrenamiento de oficiales en maniobras tácticas en la Estación Aérea Naval de Pensacola Florida Desde su primer avión comercial de la compañía, el Parker Duofold Fairchild, lo utilizaron como un arma publicitaria innovadora. Entre los años ´30 y ´60 mantuvo una considerable flota aérea.
Parker Pen Company adquirió la firma Eversharp, otro fabricante de estilográficas y lápices automáticos de alta jerarquía de Estados Unidos, que a su vez había adquirido la firma argentina Birome inventora y fabricante del bolígrafo, y su patente, lo cual le permitió por un lado, deshacerse de 2 competidores serios, contar con la patente que le permitiera fabricar en Estados Unidos el bolígrafo, e instalarse en la Argentina utilizando la planta y las oficinas de Birome. Por un cierto tiempo, siguió produciendo estilográficas con la marca Eversharp, en modelos económicos, y luego discontinuó la marca.
En 1976 Parker adquirió la compañía Manpower cuando el mercado de trabajadores temporales estaba comenzando. Hubo épocas en las que Manpower daba más beneficios que el propio negocio de las plumas estilográficas.
Una decisión de negocios movió la sede central de la compañía a Newhaven, Inglaterra. En mayo de 1993, Parker fue adquirida por Gillete(por £285 millones), propietaria también de la marca PaperMate, uno de los principales vendedores de bolígrafos del mundo, y la célebre Waterman, que se fabricaba en Francia (su origen fue estadounidense) como marca "top". Gillete vendió su división de escritura a Newell Rubbermaid. La división Sanford de Newel Rubbermaid es la más grande del mundo en este sector de negocios, poseyendo marcas como Rotring, Sharpie, Reynolds, Parker, PaperMate, Waterman y Liquid Paper.

## Modelos

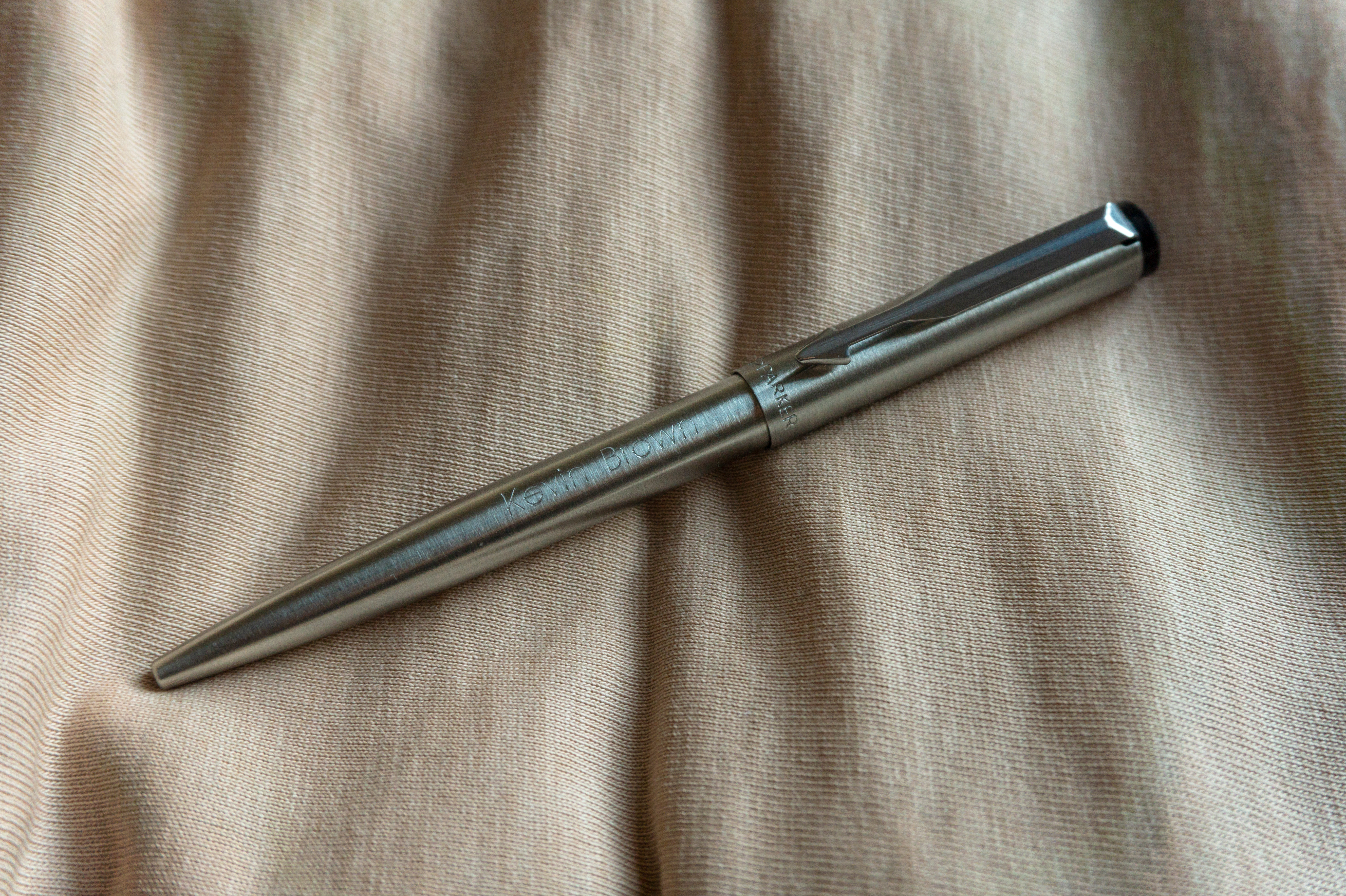
Bolígrafo Parker Vector

Los modelos más importante a lo largo de la historia de Parker han sido:
- Jointless 1899
- Jack Knife Safety 1909
- Duofold 1921
- Challenger 1935
- Televisor 1934
- Vacumatic 1932
- Parker 51 1941
- Jotter 1954
- Parker 61 1956
- Parker 45 1960 al 2006
- Parker 75 1964
- Duofold International 1987
- Parker Sonnet 1993
- Parker Vector 2000